# Südbrücke (Mainz)
Die Mainzer Südbrücke (auch: Eisenbahnbrücke Mainz-Süd, zeitweise auch: Mainz-Gustavsburger Eisenbahnbrücke) ist eine Eisenbahnbrücke der Bahnstrecke Mainz–Frankfurt, die bei Stromkilometer 496,4 den Rhein überspannt und Mainz in Rheinland-Pfalz mit Gustavsburg in Hessen verbindet. Auf einem an dem Brückenbauwerk an der Nordseite angebrachten Steg können auch Fußgänger und Radfahrer den Fluss überqueren.

## Name
Die Brücke hat nie einen offiziellen Namen erhalten und wird deshalb bis heute auf unterschiedliche Weise bezeichnet.

## Lage
Die Brücke steht südlich der Mainzer Altstadt unmittelbar oberhalb der Mündung des Mains in den Rhein bei Rhein-Kilometer 496 zwischen dem Bahnhof Mainz Römisches Theater in Rheinland-Pfalz und dem Bahnhof Mainz-Gustavsburg in Hessen. Sie beginnt am linken Ufer zwischen den beiden erhaltenen neugotischen Brückentürmen und überspannt im schiefen Winkel zur Stromachse den Rhein. Am rechten Ufer zeigen die Proportionen des uferständigen Brückenpfeilers, dass die bis zum Zweiten Weltkrieg darauf stehenden östlichen Brückentürme wesentlich bescheidener waren. Von dort reichen Vorlandbrücken, fast so lang wie die Brücke über den Strom, durch das Deichvorland auf der Mainspitze bis kurz vor dem Bahnhof Mainz-Gustavsburg der Stadt Ginsheim-Gustavsburg.

## Funktion und Bedeutung
Die Südbrücke dient der Rhein-Main-Bahn von Mainz über Darmstadt nach Aschaffenburg und der südlich des Mains verlaufenden Mainbahn von Mainz nach Frankfurt (Main) Hbf, auf der auch die Linie S 8 zwischen Mainz, Frankfurt (Main) Flughafen und Frankfurt verkehrt.
Die Mainzer Südbrücke von 1862 war nach der Römerbrücke und der kurz nach ihrer Fertigstellung abgebrannten Rheinbrücke Karls des Großen die erste feste Rheinbrücke in Mainz, das bis dahin nur eine Schiffsbrücke hatte. Gleichzeitig war sie nach der Rheinbrücke Waldshut–Koblenz am Hochrhein, der Rheinbrücke Kehl und der Dombrücke in Köln die vierte Eisenbahnbrücke über den Rhein.
Während sie heute zwei Bundesländer verbindet – Rheinland-Pfalz auf dem linken und Hessen auf dem rechten Rheinufer –, gehörten zur Bauzeit und noch bis 1945 beide Ufer zum Großherzogtum Hessen bzw. Volksstaat Hessen, zu dessen linksrheinischer Provinz Rheinhessen bzw. zu dessen rechtsrheinischer Provinz Starkenburg.

## Geschichte

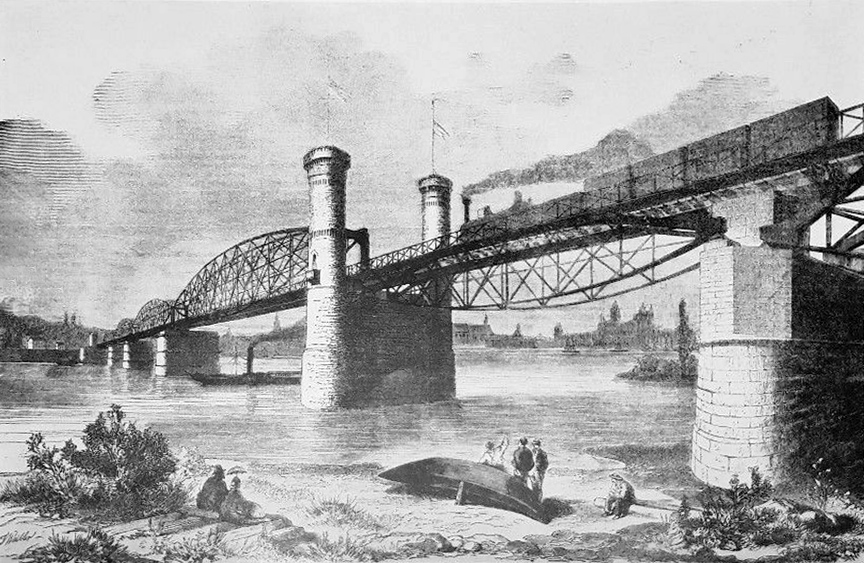
Südbrücke 1862, noch eingleisig: Nur der südliche Brückenüberbau (links) war errichtet

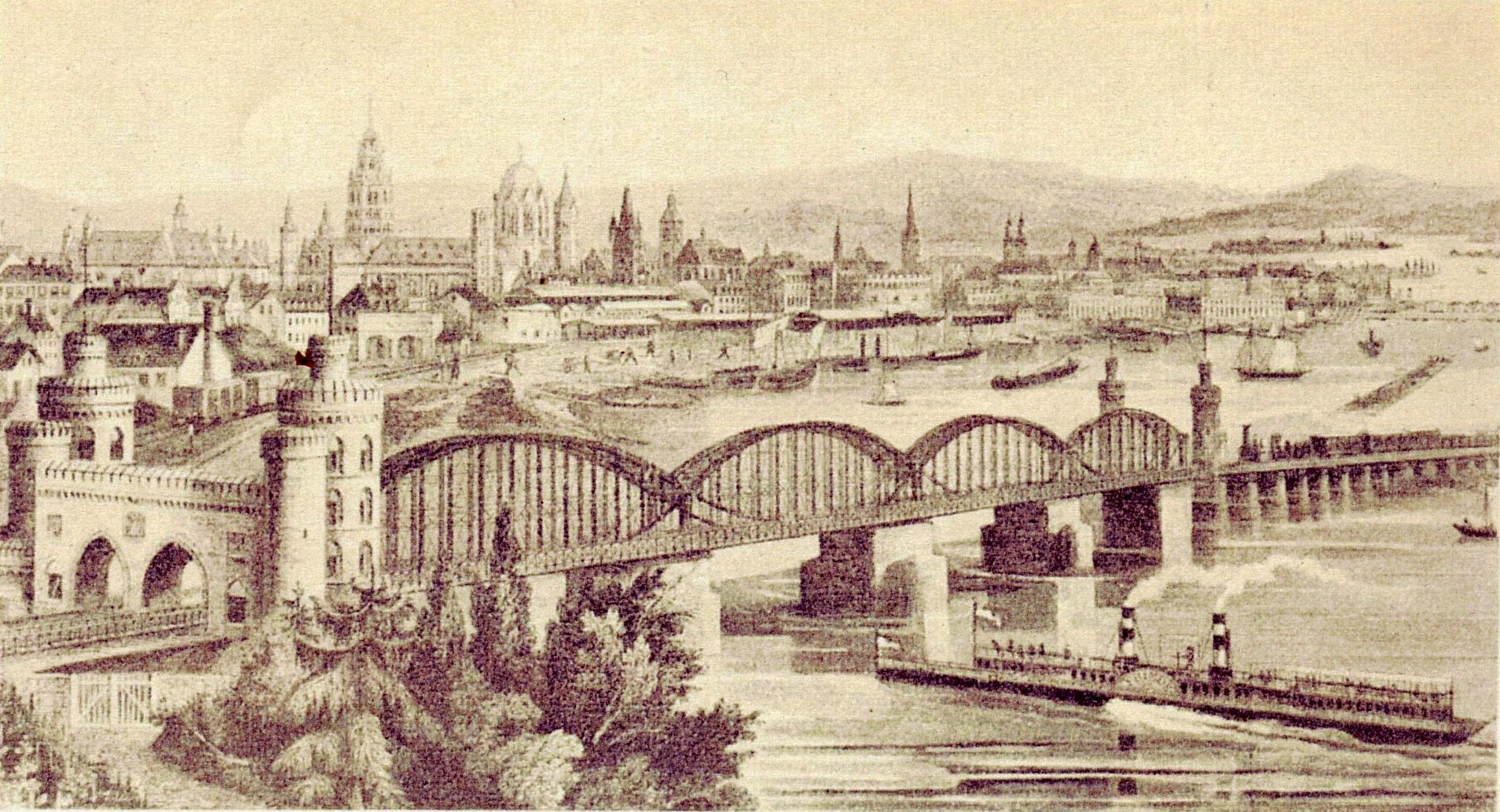
Südbrücke Mainz 1862

### Pauliträgerbrücke (1862)
Die zwischen 1853 und 1859 gebauten links- und rechtsrheinischen Strecken der Hessischen Ludwigsbahn waren zunächst über den Rhein nur durch das Trajekt Mainz–Gustavsburg verbunden, bei dem zwei Raddampfer Pontons mit Güterwagen über den Rhein schleppten und das Bahnreisende als Fähre nutzten.
In den Jahren 1859 bis 1862 wurde die Südbrücke nach den Plänen des Leiters der Brückenbauabteilung der Eisengießerei Klett & Comp. aus Nürnberg, Heinrich Gerber, gebaut. Zur Bauausführung ließ Gerber in Gustavsburg einen Bauhof mit Werkstatt einrichten, wo die schmiedeeisernen Träger montiert wurden. Er selbst bezog mit seiner Familie ein Haus in Gustavsburg nahe der Baustelle, um die Arbeiten besser koordinieren und überwachen zu können. Aus dem Bauhof entwickelte sich später eine Zweigniederlassung der Maschinenfabrik Klett und schließlich das Werk Gustavsburg der MAN.

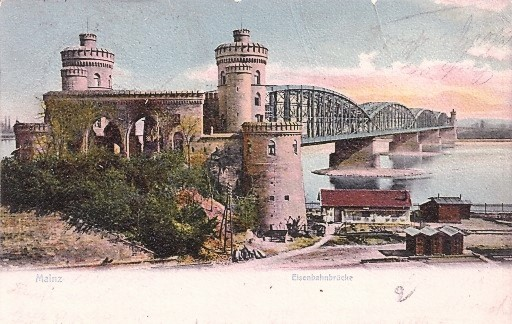
Südbrücke um 1910, Tor mit den bis heute erhaltenen monumentalen Türmen am Westufer, zierliche Türme am Ostufer

Die Brücke hatte über dem Rhein vier je 105,2 m lange Brückenfelder mit oberhalb der Fahrbahn angeordneten Pauliträgern, wie die kurz zuvor von Friedrich August von Pauli weiterentwickelten Linsenträger genannt werden. Rechtsrheinisch schloss sich eine lange Flutbrücke mit 28 weiteren Feldern an. Die Weiten der unmittelbar im Osten anschließenden Vorlandbrücke waren 6 × 35 – 13 × 15,8 – 2 × 26 – 7 × 15,8 m. Die Angaben zur Gesamtlänge des Bauwerks schwanken zwischen 1000,64 und 1032,00 m. An beiden Brückenköpfen wurden neugotische Portale mit Brückentürmen errichtet. Nach den Zerstörungen im Zweiten Weltkrieg ist nur die Anlage auf der Mainzer Seite teilweise erhalten. Die Brückentürme hatten rein dekorative Funktion, sollten die dem damaligen Betrachter ungewohnte technische Konstruktion der Brücke optisch abschirmen und hatten keinerlei militärische Funktion. Architekt der Türme ist vermutlich der damals für die Hochbauten der Hessischen Ludwigsbahn zuständige Justus Kramer. Sie wurden auch Ignaz Opfermann zugeschrieben. Jedoch hat der nach Vollendung der Bahnstrecke Mainz–Worms 1853 nicht mehr für die Ludwigsbahn gearbeitet.
Die Südbrücke war von Anfang an für zweigleisigen Verkehr ausgelegt, erhielt zunächst aber nur einen eingleisigen Überbau. Die Träger wurden in nur neun Monaten montiert, so dass am 4. Dezember 1862 die ersten Probefahrten stattfinden konnten. Die Südbrücke wurde am 20. Dezember 1862 in Betrieb genommen. Um 1:15 Uhr erreichte der aus Frankfurt kommende Eröffnungszug die Brücke, überquerte sie und kam fünf Minuten später im alten Mainzer Centralbahnhof an. Kurz darauf fuhr er weiter zum kurfürstlichen Schloss (die Strecke verlief damals entlang des Rheinufers), wo das 14-gängige Festbankett stattfand. Seit dem 3. Januar 1863 wurde die Brücke fahrplanmäßig befahren.
In den Jahren 1868 bis 1871 wurde parallel zum bestehenden Überbau die Brücke für das zweite, nördliche Gleis verlegt, wofür Gerber wieder nach Gustavsburg zog. Er achtete besonders darauf, viele vorgefertigte Teile auf dem Bauhof herzustellen, damit auf der Brückenbaustelle möglichst wenig Nietarbeiten durchgeführt werden mussten.
Wegen der gestiegenen Verkehrslasten wurden 1901 die südlichen Strombrücken verstärkt und die Gleise der 28 Vorlandbrücken ausgewechselt.

### Halbparabelträgerbrücke (1912)

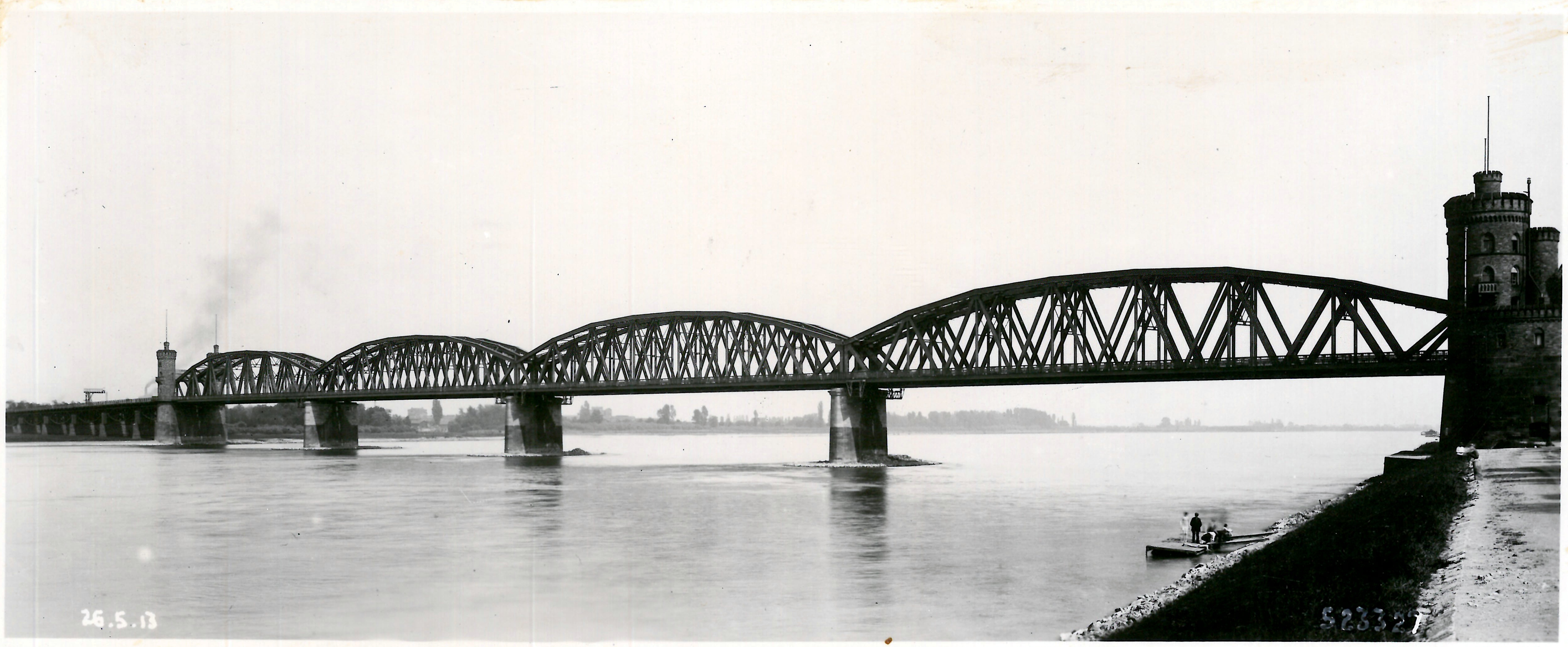
Südbrücke 1913 mit erneuerten Überbauten.

Zehn Jahre später waren die Verkehrslasten weiter gestiegen. Außerdem entsprach das Lichtraumprofil der Brücke nicht mehr den inzwischen gültigen Normalmaßen und war um einige Millimeter zu knapp bemessen. So wurden 1911 sämtliche Überbauten erneuert: Über den vier Hauptöffnungen wurden stählerne Halbparabelträger mit Stützweiten von 104,96 m montiert, die Vorlandbrücken erhielten Fachwerkträger und Blechträger für zwei kürzere Vorbrücken. Die Brückenportale zwischen den Brückentürmen wurden im Oktober 1910 abgebrochen. Die Bauarbeiten wurden am 6. Mai 1910 begonnen, die Fertigstellung erfolgte am 1. Juli 1912. Das nördliche Gleis konnte bereits am 12. Juli 1911 in Betrieb genommen werden, die Aufnahme des zweigleisigen Betriebs erfolgte am 4. Juli 1912.

### Kriegsschäden

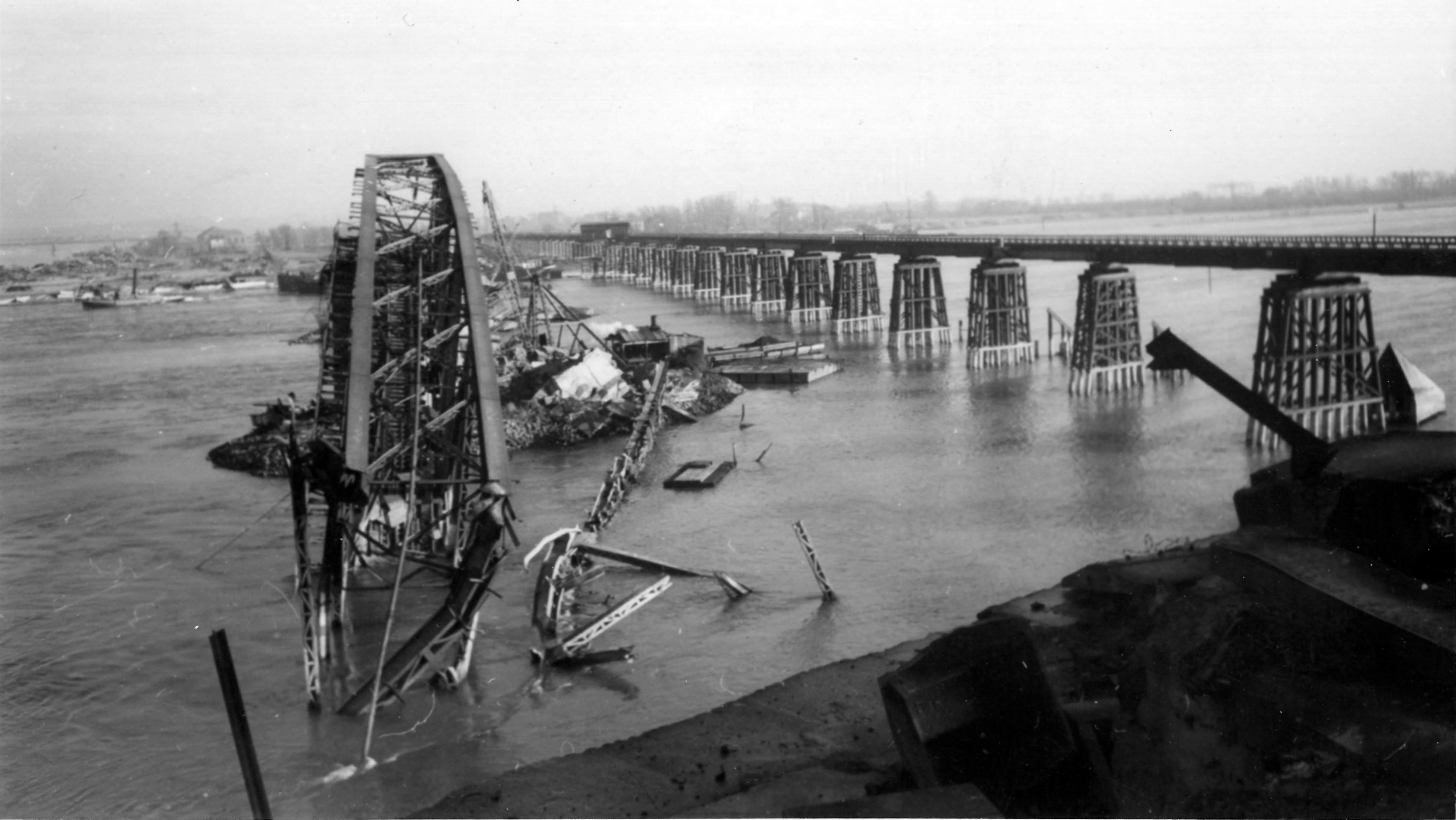
Südbrücke um 1946 und Marshallbrücke.

Die Südbrücke wurde in den letzten Tagen des Zweiten Weltkriegs, am 17. März 1945, von Pionieren der Wehrmacht gesprengt, um die vorrückenden amerikanischen Truppen aufzuhalten. Amerikanische Pioniere errichteten daraufhin oberhalb der zerstörten Brücke eine eingleisige, teilweise hölzerne Behelfsbrücke, die in Rekordzeit erstellt und bereits am 14. April 1945 in Betrieb genommen wurde. Sie erhielt den Namen Franklin D. Roosvelt Memorial Bridge, hatte allerdings keinen Durchlass für den Schiffsverkehr. Deshalb wurde sie am 18. Januar 1946 durch eine zweite Behelfsbrücke ersetzt. Diese wurde nach General George C. Marshall benannt.

### K-Fachwerkträgerbrücke (1949)
Von 1948 bis 1949 erfolgte der Wiederaufbau der Südbrücke mit zwei nebeneinander liegenden parallelgurtigen K-Stahlfachwerkträgern. Das erste Gleis, in Richtung Mainz, konnte am 13. Mai 1949 um 12:20 Uhr in Betrieb gehen. Der Verkehr in der Gegenrichtung nach Frankfurt und Darmstadt nutzte zunächst weiterhin die „George-Marshall-Brücke“. Am 28./29. September 1949 wurde die neue Brücke dann zweigleisig in Betrieb gesetzt. Nur die westlichen Brückentürme der Brücke von 1862 zum Stadtpark Mainz hin blieben beim Neubau erhalten. Die neue Brücke führt über vier Stromfelder mit Stützweiten von 106,6 – 105,6 – 105,6 – 106,6 m. Es ist eine Hilfsbrücke vom Typ SKR 6 (Schaper; Krupp; Reichsbahn; 6 Meter Feldweite) mit der zweistöckigen Bauart als permanente Brücke. Die Fachwerkträger haben ein K-Fachwerk von zwölf Meter Höhe. Die Grenze zwischen der Bundesbahndirektion Frankfurt und der Bundesbahndirektion Mainz verlief zunächst parallel zur Grenze zwischen amerikanischer und französischer Besatzungszone in der Brückenmitte. Da die Zuständigkeit für ein „halbes Bauwerk“ in der Praxis Schwierigkeiten bereitet, wurde die Direktionsgrenze zum 1. März 1955 berichtigt und die Zuständigkeit für die Brücke komplett durch die Bundesbahndirektion Frankfurt übernommen.

### Sanierung (2008–2010)

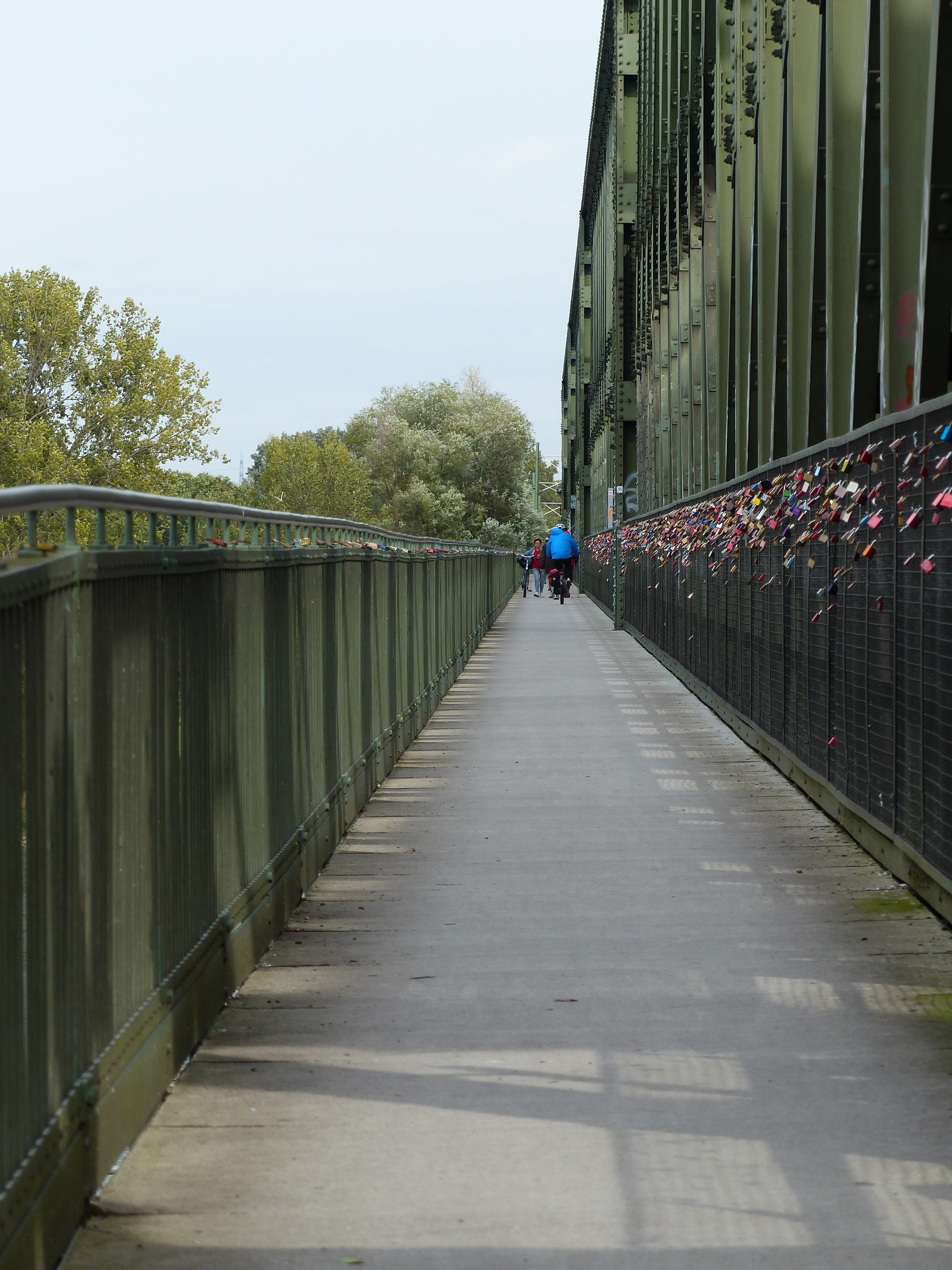
Fuß-und-Radweg
(an der Nordseite)

Die Brücke war nach 60 Jahren dringend instandsetzungsbedürftig. Die erforderlichen Arbeiten begannen 2008. Auch die sich anschließenden rechtsrheinischen Vorlandbrücken ließ die DB Netz AG zwischen 2008 und 2010 sanieren. Die östlichen Überbauten der 13 Flutöffnungen mit Stützweiten von 15,8 m, bestehend aus betonummantelten Stahlträgern von 1934, wurden durch vorgespannte Stahlbetonplatten ausgetauscht. Die sechs südlichen an die Strombrücke anschließenden Fachwerkträger ließ die Deutsche Bundesbahn schon im letzten Quartal des 20. Jahrhunderts durch einen stählernen, sechsfeldrigen Hohlkastenbalken ersetzten. Die sechs nördlichen Fischbauchträger wurden saniert. Die stählernen, genietete Fachwerküberbauten mit Stützweiten 35,0 m waren 1912 errichtet und 1949 neu aufgebaut worden.
Für die Bauarbeiten wurde ein eingleisiger Betrieb eingerichtet, um zunächst die eine, danach die andere Seite instand zu setzen. Um dies möglichst effektiv durchführen zu können, wurden im Fahrplan Änderungen vorgenommen, mit denen ein Teil der Züge auf die Umgehungsbahn Mainz umgeleitet wurde.
Außerdem war der kombinierte Rad- und Fußweg für heutige Verhältnisse viel zu schmal und wurde im Zuge der Sanierung verbreitert; hierzu wurde von Mitte April 2009 bis April 2010 der Weg für die Verbreiterung gesperrt. Diese Kosten für die Verbreiterung trugen die anliegenden Kommunen. Die Deutsche Bahn AG hatte den Rad- und Fußweg bei der Sanierung beseitigen wollen.
Auf hessischer Seite ist die Brücke ein Kulturdenkmal nach dem Hessischen Denkmalschutzgesetz, auf rheinland-pfälzischer Seite sind die Brückentürme Kulturdenkmäler aufgrund des Denkmalschutzgesetzes des Landes Rheinland-Pfalz.

## Bildergalerie

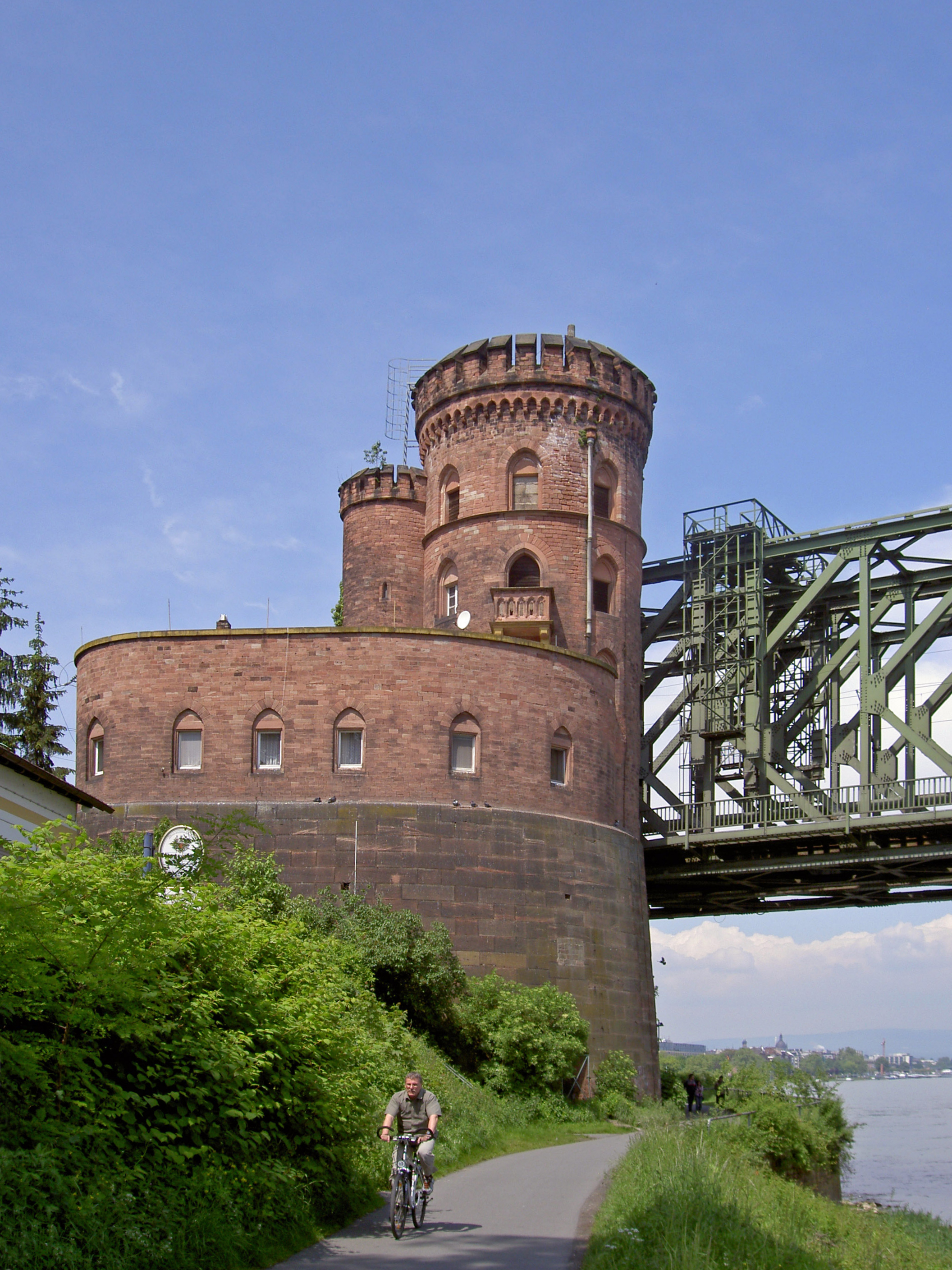
Brückentürme von Süden
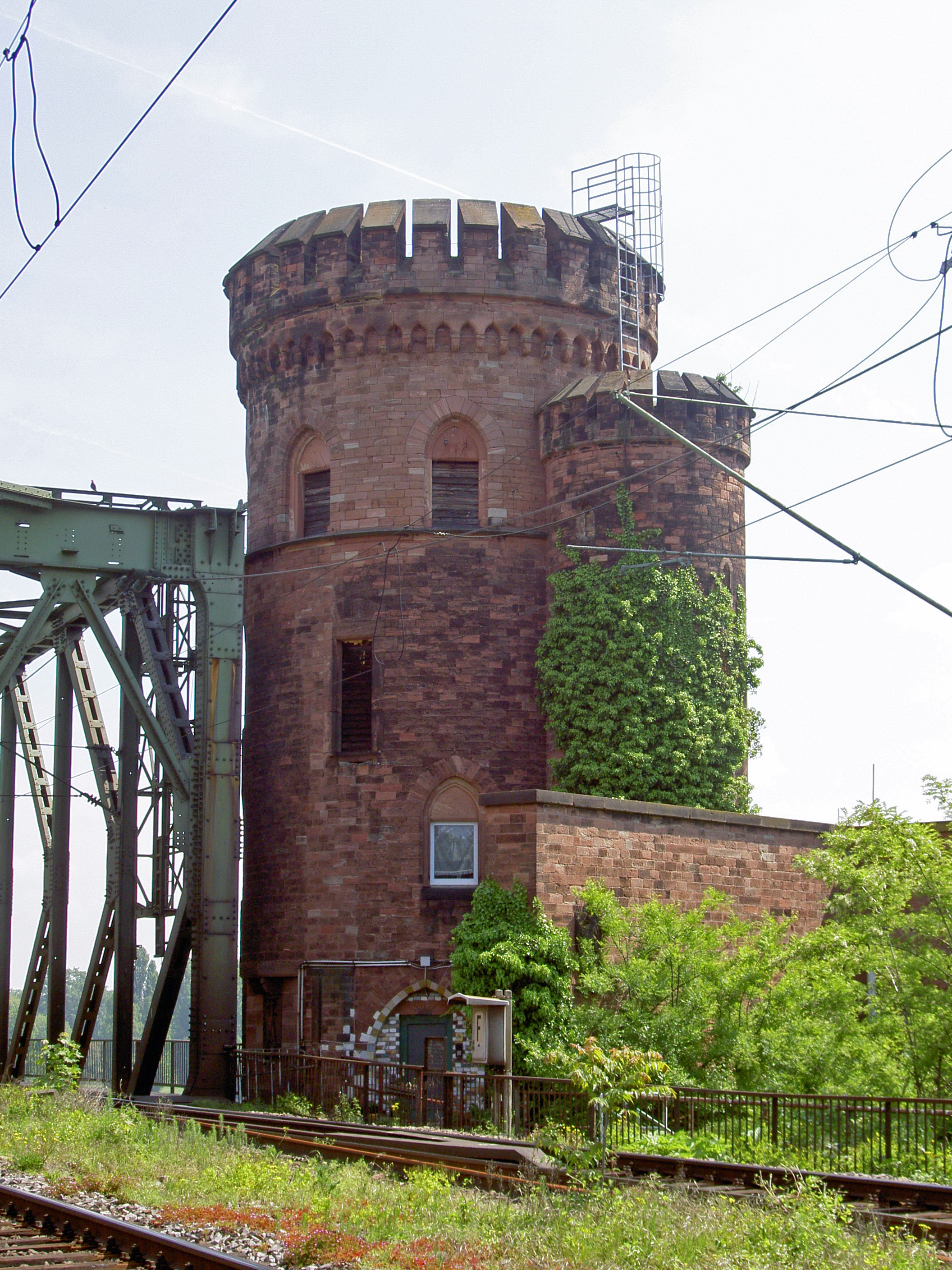
südwestl. Turm von NW
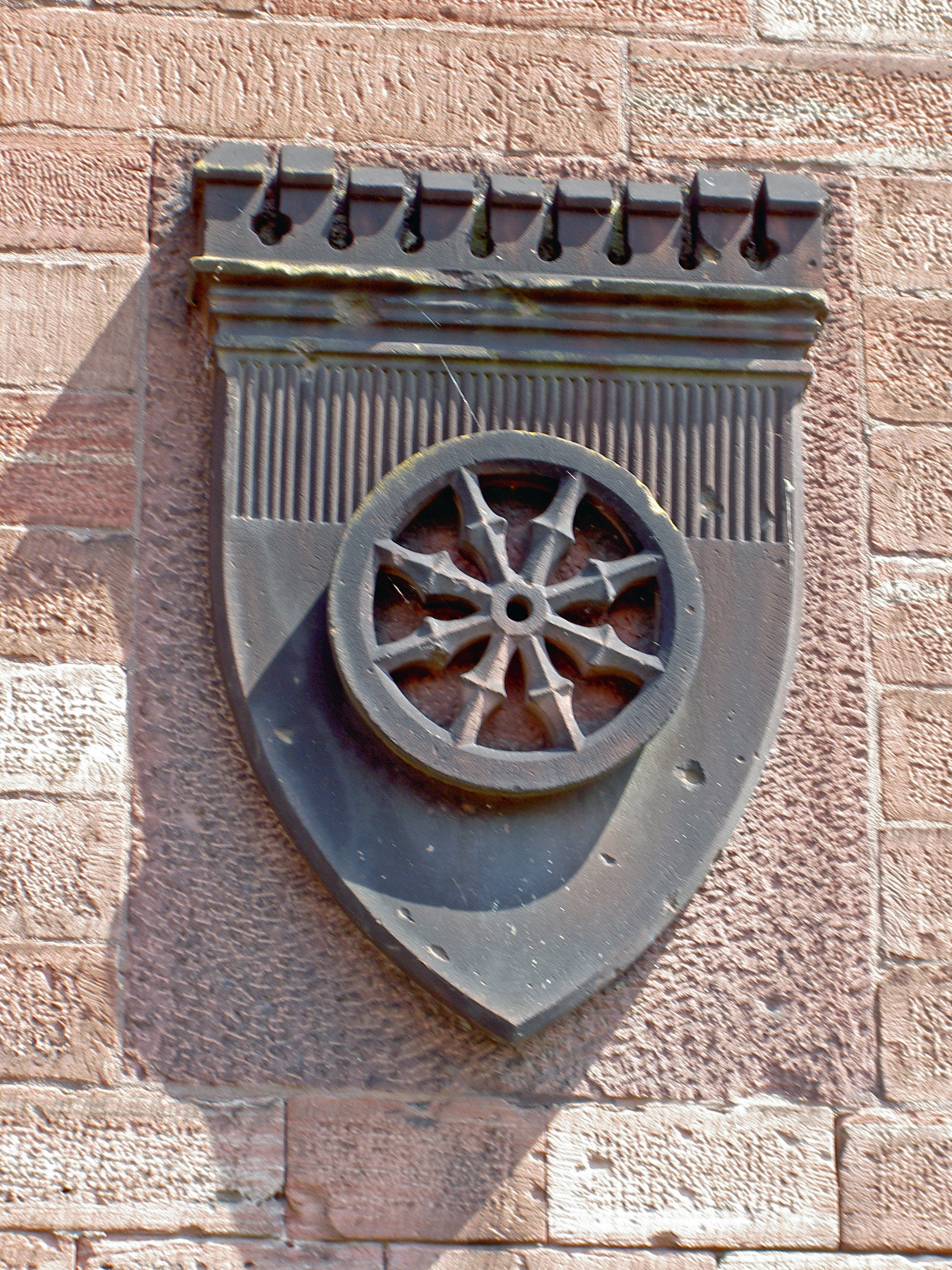
Mainzer Wappen am Brückengebäude
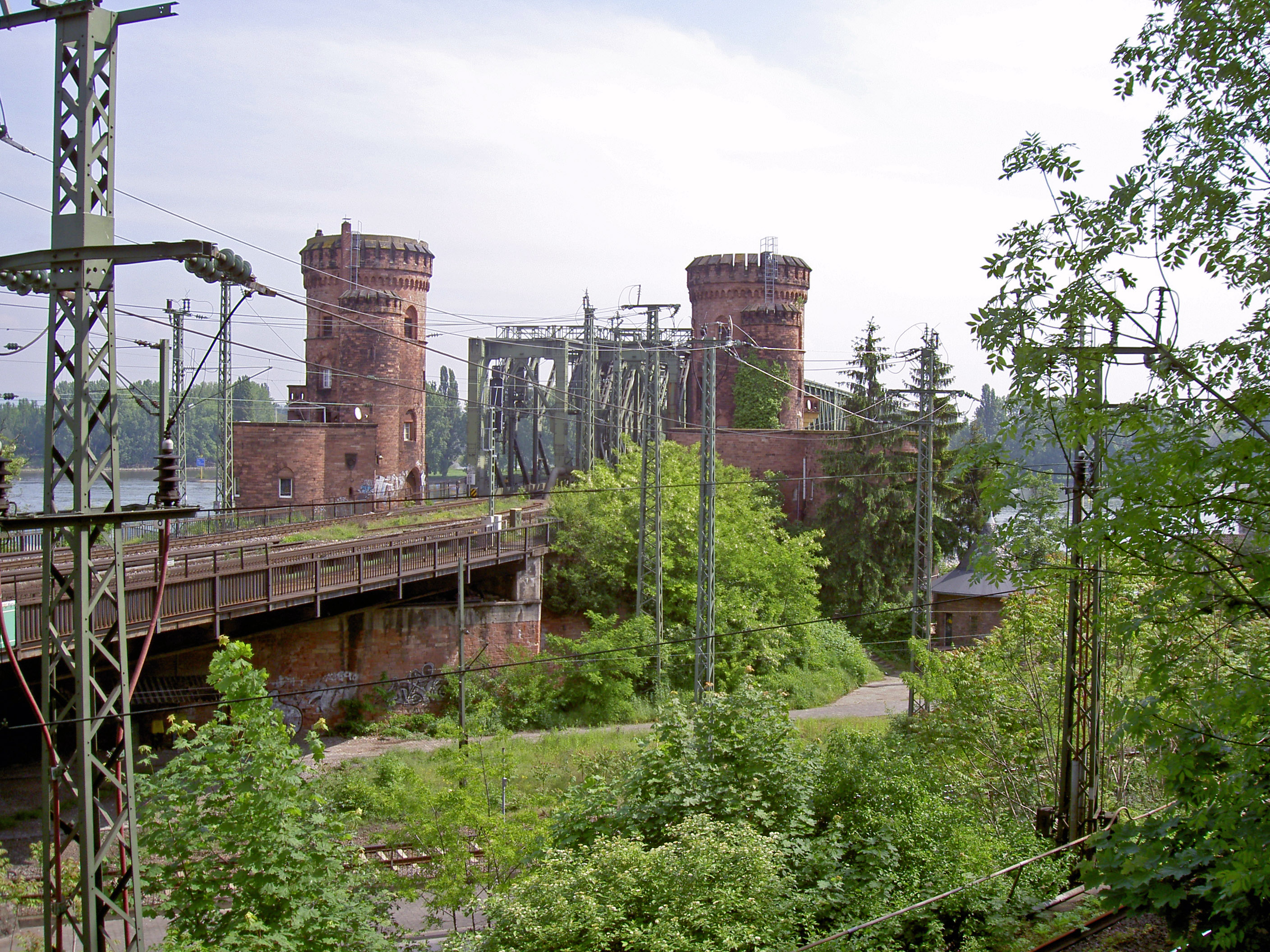
Brücke von Westen

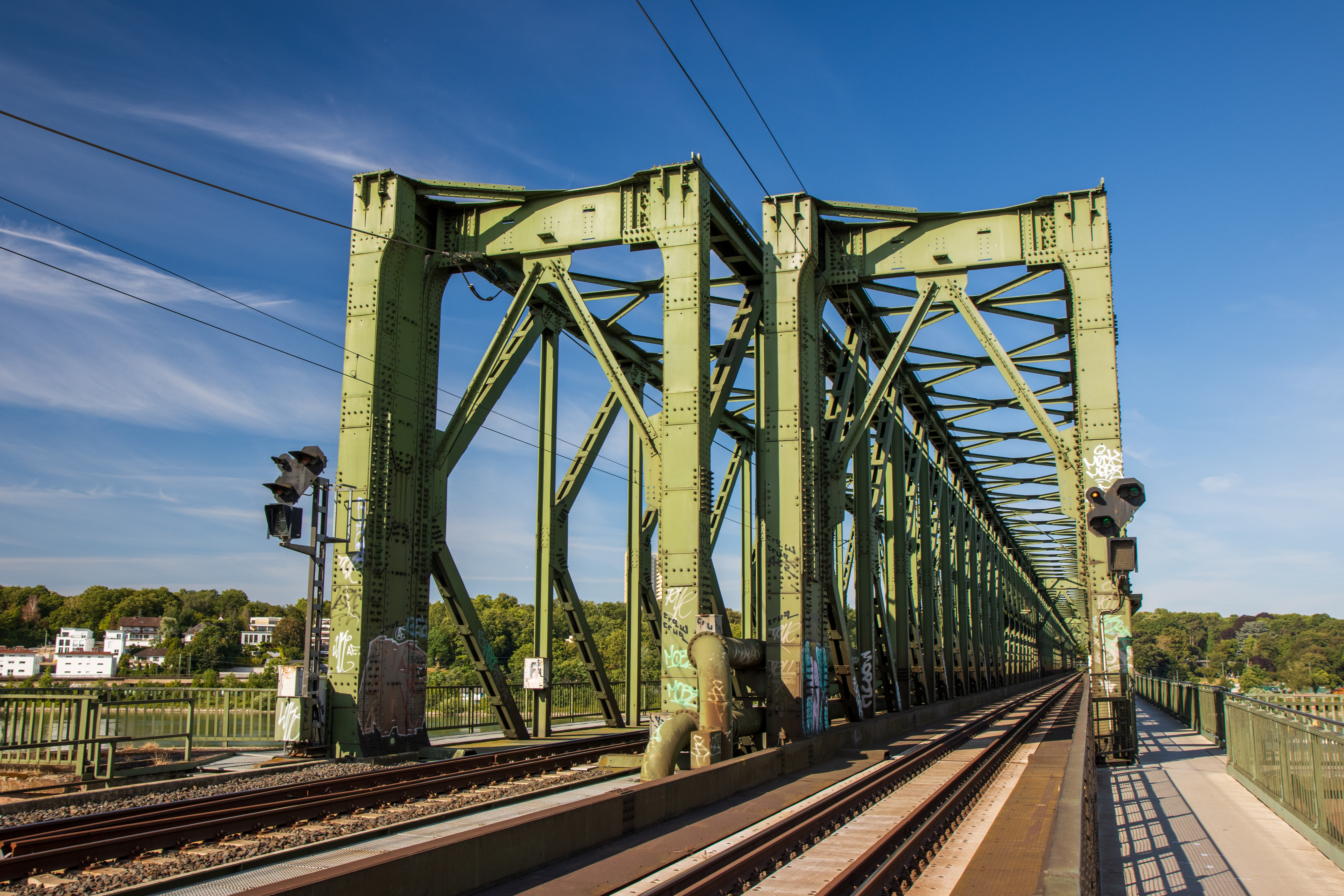
Östliche Brückenportale
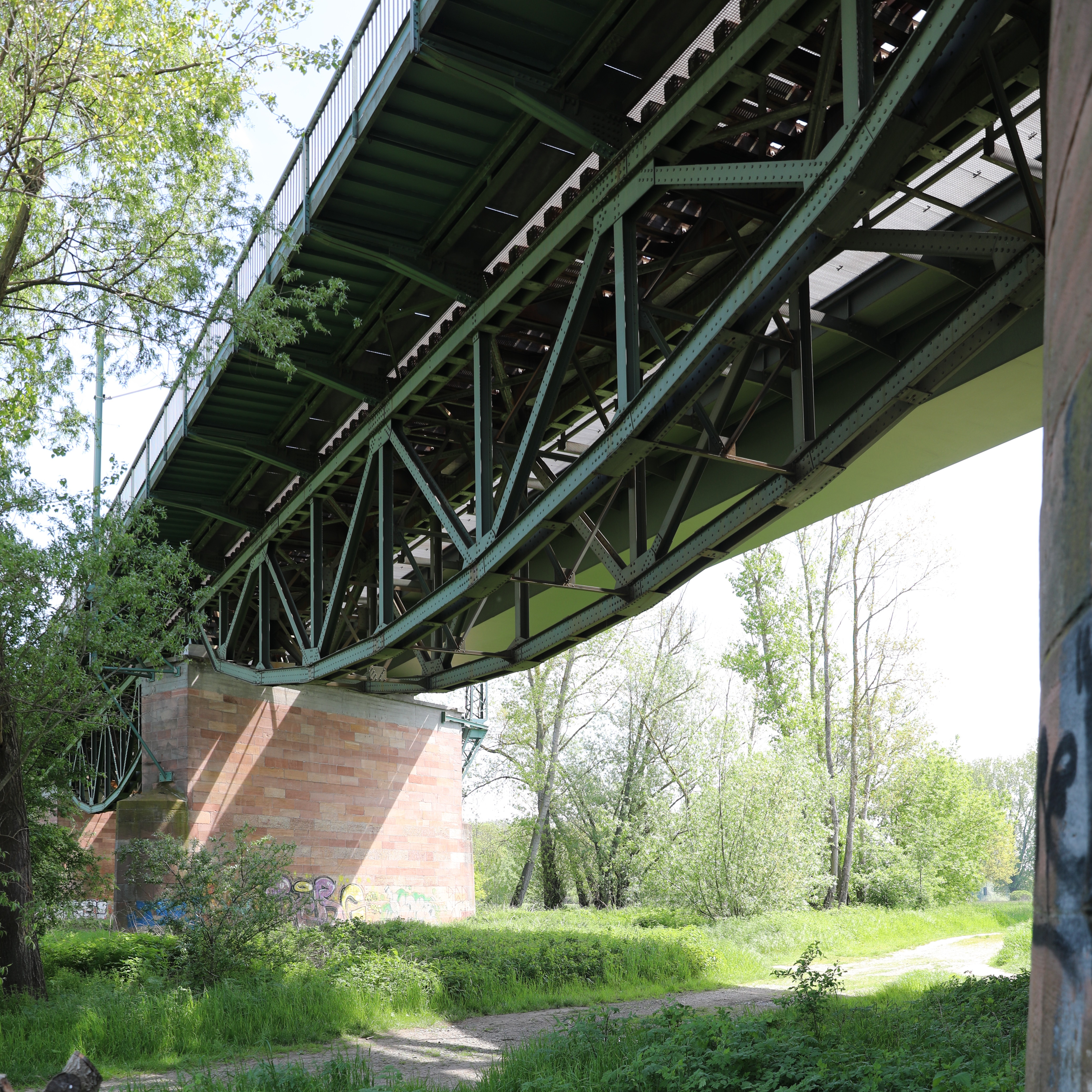
Fischbauchträger der nördlichen Vorlandbrücke
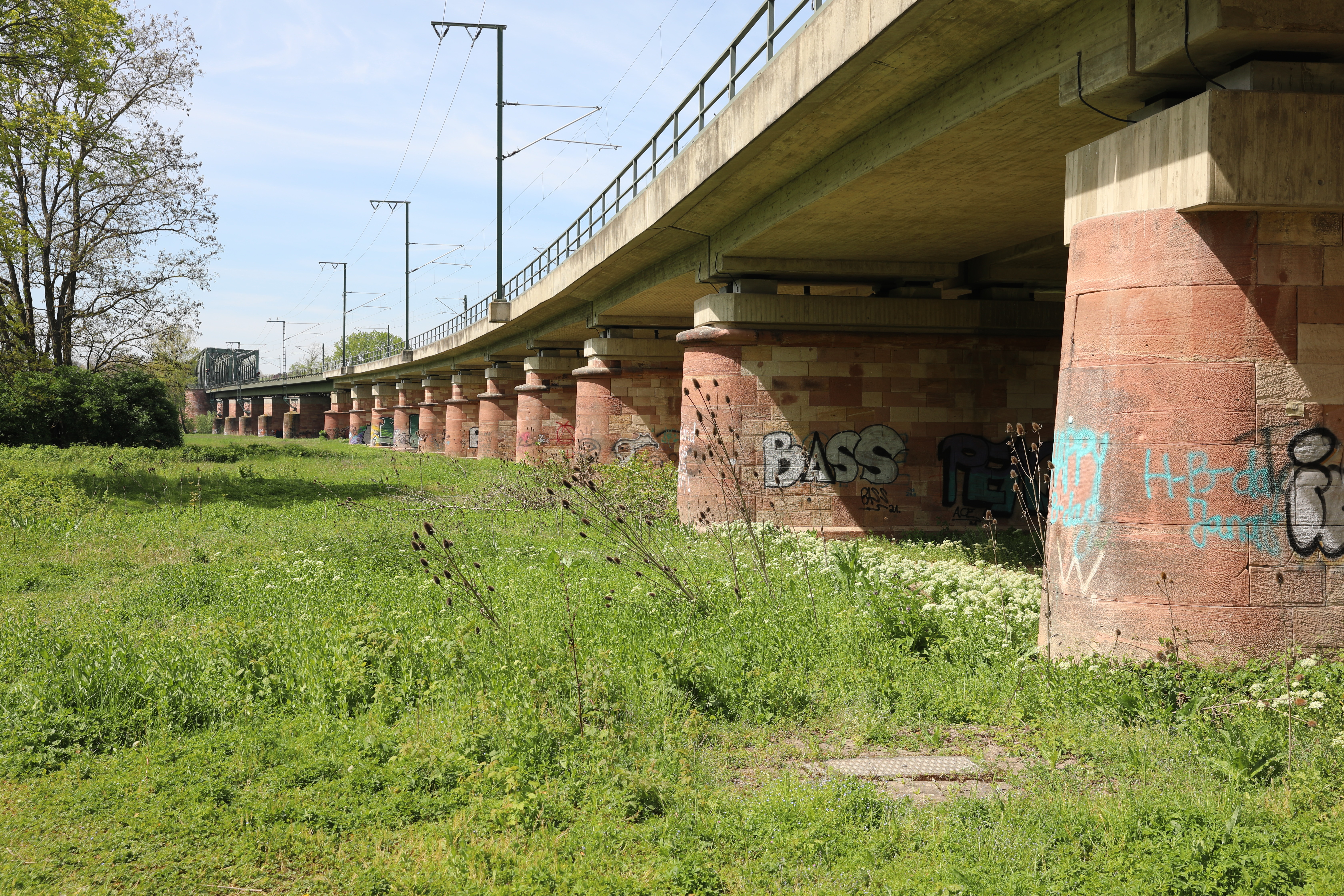
Vorlandbrücken

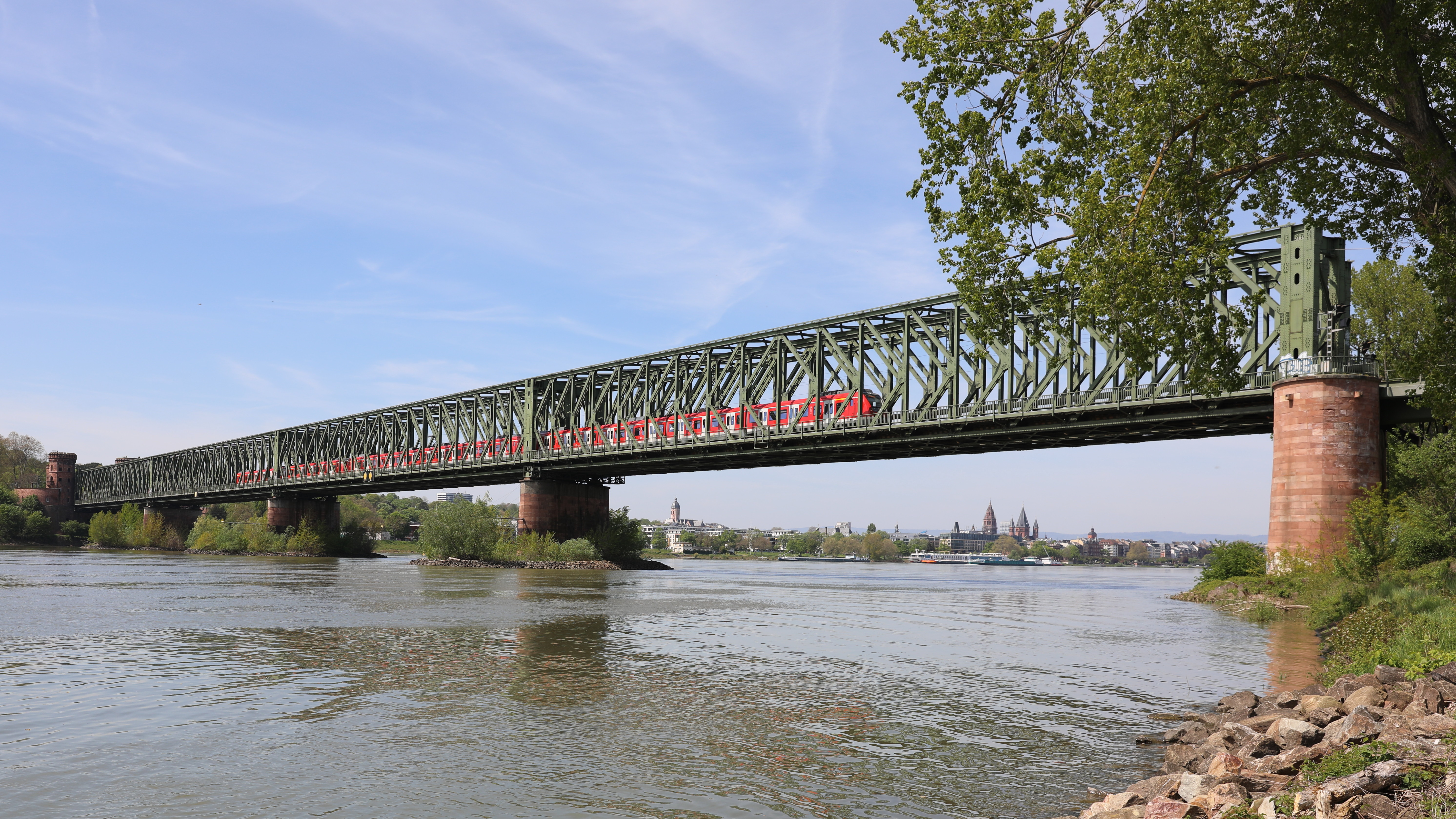
Blick zum Mainzer Dom
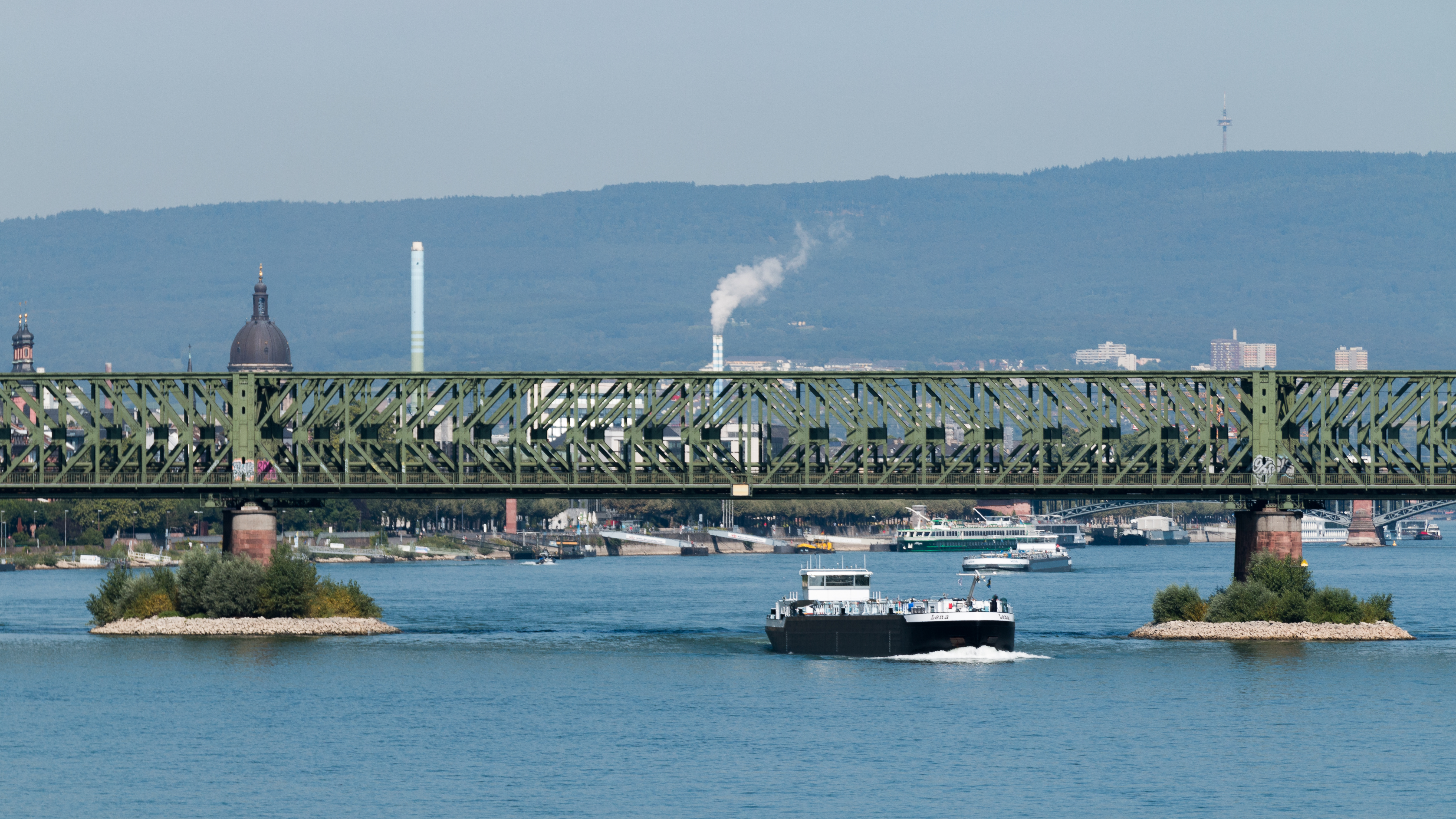
Ausschnitt: linkes Mittelsegment